# The Notorious Byrd Brothers
The Notorious Byrd Brothers es el quinto álbum de estudio de la banda estadounidense de rock The Byrds, publicado a través de Columbia Records en 1968, que alcanzó el puesto número 47 en el Billboard Top Pop Albums con una permanencia en listas de 19 semanas, llegando asimismo al puesto 12 en las listas del Reino Unido. Las ventas iniciales fueron menores que las de los anteriores álbumes de la banda y el sencillo inicial "Goin' Back", publicado el 20 de octubre de 1967, solo alcanzó un discreto puesto 89 en el Billboard Hot 100, aunque esta marca ya solo fue superada en dos ocasiones por los posteriores sencilloss del grupo. La grabación de Notorious... no fue una experiencia placentera y desembocó en el abandono de dos de los miembros originales de The Byrds. Sin embargo, en 2003 la revista Rolling Stone posicionó el disco en el puesto 171 de su lista de los 500 mejores álbumes de todos los tiempos.

## Personal involucrado en la grabación
- Roger McGuinn, voces, guitarras, sintetizador moog
- David Crosby, voces, guitarra rítmica, bajo
- Chris Hillman, voces, bajo, guitarra rítmica, mandolina
- Michael Clarke, batería

## Personal adicional
- Jim Gordon, batería
- Red Rhodes, guitarra pedal steel
- Clarence White, guitarras
- Beaver & Krause, sintetizador moog
- Firesign Theatre, efectos de sonido
- Curt Boettcher, coros y voces adicionales

## Listado de temas
1. "Artificial Energy" (Roger McGuinn/Chris Hillman/Michael Clarke) – 2:18
2. "Goin' Back" (Carole King/Gerry Goffin) – 3:26
3. "Natural Harmony" (Chris Hillman) – 2:11
4. "Draft Morning" (David Crosby/Chris Hillman/Roger McGuinn) – 2:42
5. "Wasn't Born to Follow" (Carole King/Gerry Goffin) – 2:04
6. "Get to You" (Chris Hillman/Roger McGuinn) – 2:39
7. "Change Is Now" (Chris Hillman/Roger McGuinn) – 3:21
8. "Old John Robertson" (Chris Hillman/Roger McGuinn) – 1:49
9. "Tribal Gathering" (David Crosby/Chris Hillman) – 2:03
10. "Dolphin's Smile" (David Crosby/Chris Hillman/Roger McGuinn) – 2:00
11. "Space Odyssey" (Roger McGuinn/R.J. Hippard) – 3:52

Reedición en CD
1. "Moog Raga" [Instrumental] (Roger McGuinn) – 3:24
2. "Bound to Fall" [Instrumental] (Mike Brewer/Tom Mastin) – 2:08
3. "Triad" (David Crosby) – 3:29
4. "Goin’ Back" [Version One] (Carole King/Gerry Goffin) – 3:55
5. "Draft Morning" [Alternate End] (David Crosby/Chris Hillman/Roger McGuinn) – 2:55
6. "Universal Mind Decoder" [Instrumental] (Chris Hillman/Roger McGuinn) - 3:31